# Ruth Charney
Pour les articles homonymes, voir Charney.
Ruth Michele Charney (née en 1950) est une mathématicienne et universitaire américaine. Spécialiste de la théorie géométrique des groupes et des groupes d'Artin (en), elle est professeure titulaire de la chaire Theodore et Evelyn G. Berenson en mathématiques à l'université Brandeis. Elle est présidente de l'Association for Women in Mathematics de 2013 à 2015 et présidente de l'American Mathematical Society pour la période 2021-2023. 

## Biographie
Ruth Charney fait ses études de mathématiques à l'université Brandeis, où elle obtient son diplôme en 1972. Elle est élève au cours de danse de Merce Cunningham pendant un an, puis obtient son doctorat de mathématiques à l'université de Princeton en 1977 sous la direction de Wu-Chung Hsiang (en). 

### Carrière professionnelle
Ruth Charney occupe un poste postdoctoral à l'université de Californie à Berkeley, suivi d'un poste similaire à l'université Yale. Elle est professeure titulaire à l'université d'État de l'Ohio jusqu'en 2003, puis à l'université Brandeis.
Elle est professeure invitée à l'Institute for Advanced Study, à l'Institut Mittag-Leffler, à l'Institut Isaac Newton, au Mathematical Sciences Research Institute (MSRI), à l'Institut des hautes études scientifiques (IHES), au Boston College, ainsi qu'à Dijon, Oxford et Zürich.

### Responsabilités institutionnelles
Ruth Charney est présidente de l'Association for Women in Mathematics en 2013-2015. Durant son mandat, elle souligne l'importance d'encourager l'investissement des jeunes femmes dans la discipline mathématique par le biais de programmes d'été, de mentorat et par le soutien des parents. 
En 2019, elle est présidente élue de l'American Mathematical Society pour le mandat 2021-2023, après en avoir été la vice-présidente en 2006-2009.
Elle est membre du comité de rédaction de la revue Algebraic and Geometric Topology de 2000 à 2007,.

## Hommages et distinctions
- En 2013, Ruth Charney est nommée membre d'honneur de l'American Mathematical Society, dans la classe inaugurale[9].
- En 2017, elle est nommée membre d'honneur de l'Association for Women in Mathematics, dans la classe inaugurale[10].

## Publications
- avec Michael W. Davis, Finite K (π, 1) s pour les groupes Artin . Prospects in topology (Princeton, NJ, 1994), 110-124, Ann. des mathématiques. Stud., 138, Princeton Univ. Presse, Princeton, NJ, 1995. lien Math Reviews.
- Geodesic automation and growth functions for Artin groups of finite type, Math. Ann. 301 (1995), no 2, 307-324. lien Math Reviews
- Artin groups of finite type are biautomatic. Math. Ann. 292 (1992), n°4, 671-683. lien Math Reviews.
- An introduction to right-angled Artin groups Geom. Dedicata 125 (2007), 141–158. lien Math Reviews.